# Cynegetis impunctata
Klotnyckelpiga (Cynegetis impunctata) är en skalbaggsart som först beskrevs av Carl von Linné 1767. Den ingår i släktet Cynegetis och familjen nyckelpigor.

## Beskrivning
Klotnyckelpigan har en påtagligt rund kropp med gulbruna till rödbruna täckvingar och halssköld samt svart huvud, svarta ben med orange fötter och orange antenner. Täckvingarna saknar i regel fläckar eller andra markeringar, men sådana kan förekomma med varierande utseende. Halsskölden har ofta en svart mittstrimma och en liten, svart fläck på varje sida. Arten är liten, med en kroppslängd på 2,8 till 3,5 mm.

## Utbredning
Utbredningsområdet omfattar Mellaneuropa och södra Nordeuropa, med en sydgräns i höjd med nordligaste Italien, och en nordgräns i höjd med Mälardalen och Åland. I Sverige förekommer arten i Götaland och Svealand med tonvikt på sydkusten och Mälarlandskapen, medan den i Finland förekommer i Egentliga Finland och på Åland.

## Ekologi
Arten föredrar fuktiga habitat som dikesrenar, stränder till mindre vattensamlingar, ängar, strandängar och skogskläntor. Den kan också uppträda på odlad mark. Arten är en av de få nyckelpigor som inte lever av rov; i stället äter både larven och den vuxna skalbaggen olika gräs, som kvickrot, knylhavre och rörflen. Den är aktiv från mars till november, med en topp i maj.

## Bildgalleri

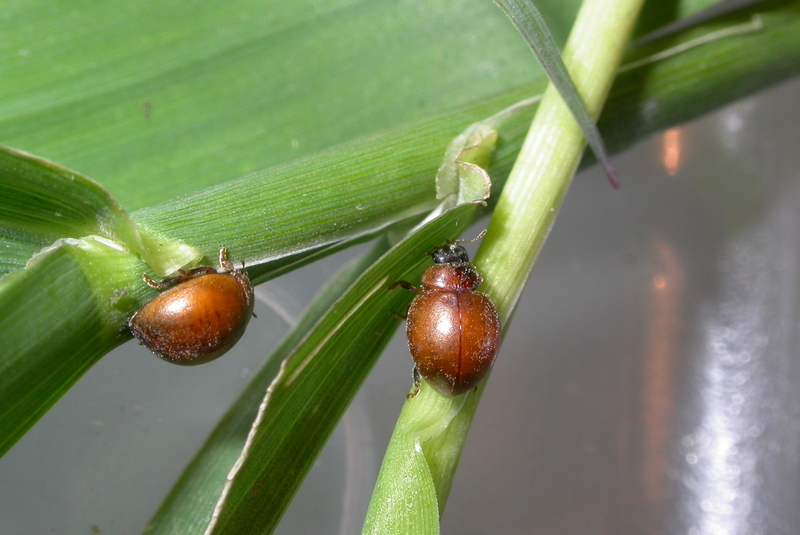
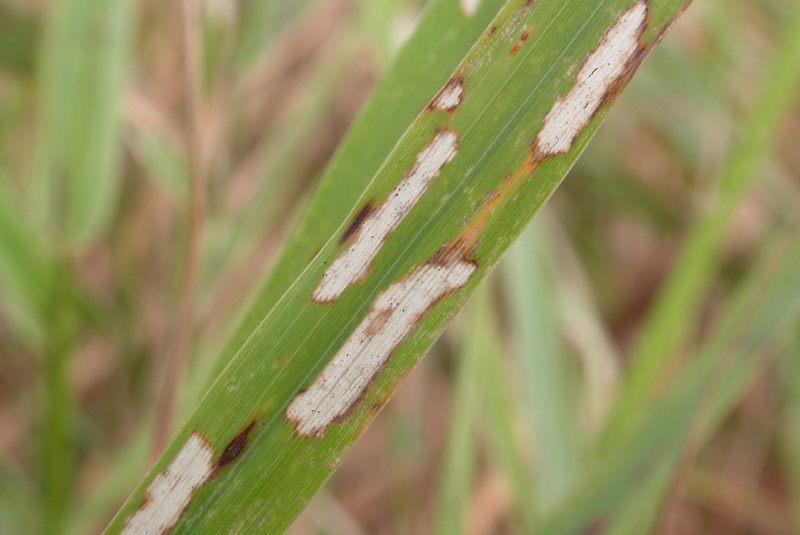
Gnagmärken på rörflen